# AS Dakar Sacré-Cœur
Der Association Sportive Dakar Sacré-Cœur (DSC) ist ein senegalesischer Fußballverein mit Sitz in Dakar. Der Verein spielt seit der Saison 2017/18 in der Senegal Premier League.

## Geschichte
Der Club wurde am 1. Januar 2005 in Dakar gegründet.

## Stadion

Stade Léopold Sédar Senghor

Der Verein trägt seine Heimspiele im Stade Léopold Sédar Senghor in Dakar aus. Das Stadion hat ein Fassungsvermögen von 80.000 Personen.

## Trainerchronik
Stand: April 2023
| Trainer         | Nation     | von             | bis            |
| --------------- | ---------- | --------------- | -------------- |
| Bruno Ferry     | Frankreich | 1. Februar 2013 | 30. April 2014 |
| Bruno Rohart    | Frankreich | 1. Juli 2016    | 30. Juni 2019  |
| David Laubertie | Frankreich | 18. Juni 2021   | heute          |